# Cèl·lula solar d'unió Schottky

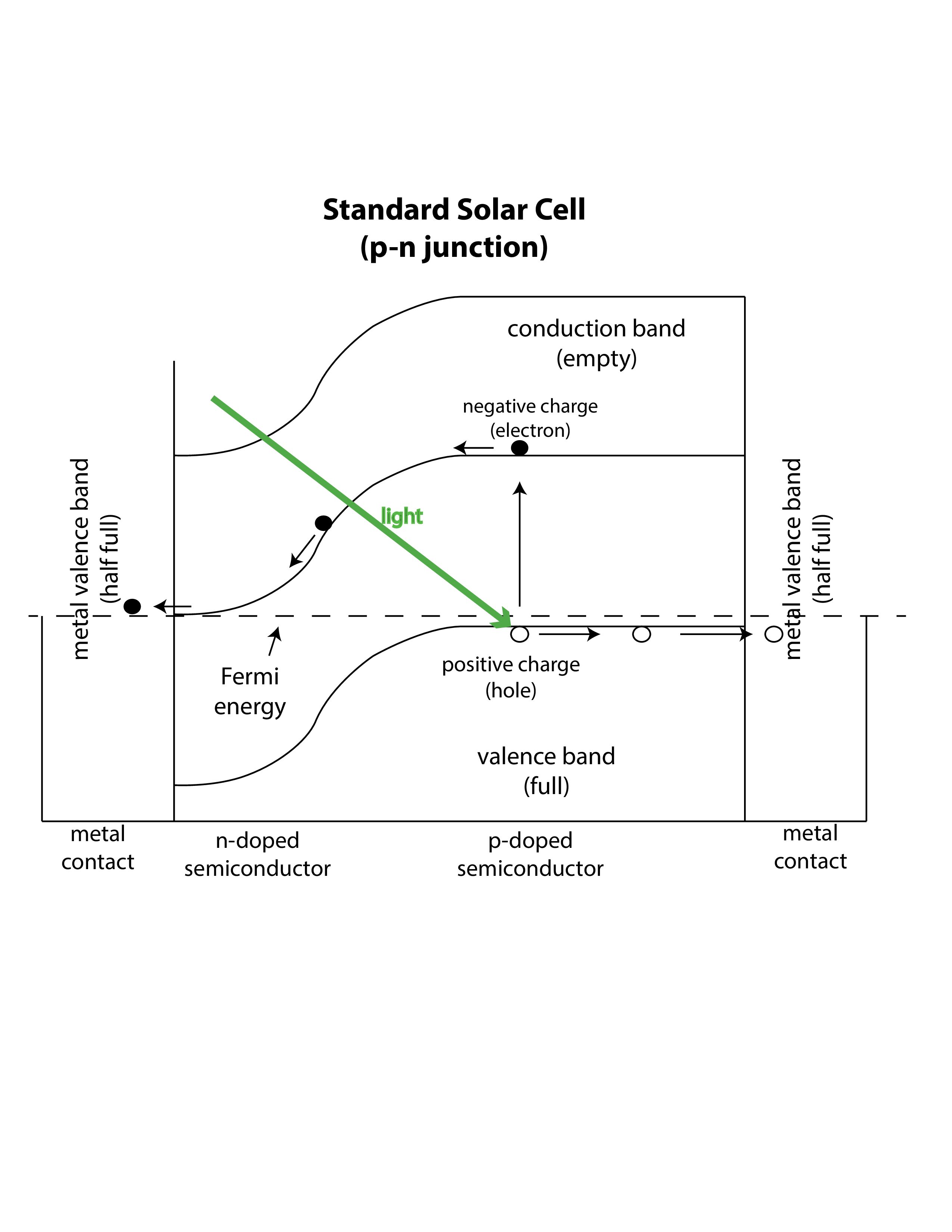
Diagrama de bandes de la unió pn a la cèl·lula solar estàndard.

En una cèl·lula solar bàsica d'unió Schottky (barrera de Schottky), una interfície entre un metall i un semiconductor proporciona la flexió de la banda necessària per a la separació de càrrega. Les cèl·lules solars tradicionals es componen de capes de semiconductors de tipus p i de tipus n intercalades entre si, formant la font de tensió incorporada (una unió pn). A causa dels diferents nivells d'energia entre el nivell de Fermi del metall i la banda de conducció del semiconductor, es crea una diferència de potencial brusca, en lloc de la transició de banda suau observada a través d'una unió pn en una cèl·lula solar estàndard, i aquesta és una barrera d'alçada Schottky. Encara que és vulnerable a taxes més altes d'emissió termoiònica, la fabricació de cèl·lules solars de barrera Schottky demostra ser rendible i escalable industrialment.
No obstant això, la investigació ha demostrat que les capes fines aïllants entre metall i semiconductors milloren el rendiment de les cèl·lules solars, generant interès en les cèl·lules solars d'unió Schottky de metall-aïllant-semiconductor. Una capa aïllant prima, com el diòxid de silici, pot reduir les taxes de recombinació de parells d'electrons-forat i el corrent fosc, permetent que els portadors minoritaris puguin fer un túnel a través d'aquesta capa.
La unió Schottky és un intent d'augmentar l'eficiència de les cèl·lules solars mitjançant la introducció d'un nivell d'energia d'impureses a la banda bretxa. Aquesta impuresa pot absorbir més fotons d'energia més baixa, la qual cosa millora l'eficiència de conversió d'energia de la cèl·lula. Aquest tipus de cèl·lules solars permeten atrapar la llum millorada i un transport de portadors més ràpid en comparació amb les cèl·lules fotovoltaiques més convencionals.
Les cèl·lules solars d'unió Schottky es poden construir utilitzant molts tipus de materials diferents: Selenur de cadmi, Òxid de níquel, Arseniur de gal·li.